# Junqan
Junqan (en persa: جونقان‎, también romanizado como Jūnqān, Jūnaqān, Jūneqān y Jūnoqān; también conocida como Jooneghan) es una ciudad y la capital del distrito de Junqan del condado de Farsan, provincia de Chahar Mahal y Bakhtiari, Irán.
En el censo de 2006, su población era de 14 660 en 3437 viviendas, cuando era una de las tres ciudades del Distrito Central. El siguiente censo en 2011 contó 14 800 personas en 3933 hogares, momento en el que se convirtió en el centro del distrito de Junqan recientemente establecido. El último censo de 2016 mostró una población de 14 433 personas en 4154 hogares. La ciudad está poblada en su mayoría por turcos Kashgai y Luros.